# Australian Club Tour
Az Australian Club Tour az ausztrál AC/DC hard rock együttes korai koncertjeinek összefoglaló neve. A koncertek alatt az együttes tagsága még nem volt stabil.
Első fellépésük 1973 decemberében a The Last Picture Show-ban volt, de az együttes debütálását hivatalosan december 31-ére teszik, amikor a sydney-i Chequers klubban játszottak. A fellépések nem mondhatóak mai értelemben vett koncerteknek, általában öt órás fellépések voltak, míg a vendégek szórakoztak. Ezekhez a fellépésekhez igazodva a zenekar hitvallása: "Ha nem úgy jövünk le a színpadról, hogy szakad rólunk a veríték, és teljesen kimerültünk, akkor azt hiszem semmi értelme nem volt, hogy fellépjünk" - Malcolm Young. Nevüknek köszönhetően (biszexuálist jelent) többször is meghívták őket több meleg bárba játszani. Sydney mellett hosszabb időre elutaztak Perthbe, a Beethovens Discoba; majd székhelyüket Melbournebe tették át.
1974 januárjában Angus Young és Malcolm Young bátyja, George és Barátja Harry Vanda meghívták őket a sydney-i EMI stúdióba, hogy demókat készítsenek. A felvételek júniusban megjelentek: Can I Sit Next to You Girl/Rockin' in the Parlour, amit csak Ausztráliában adtak ki és csak a helyi listákra került fel.
Az együttesnek öltözködés terén volt egy glam rock kitérője, később ezekből a jelmezekből csak Angus iskolás egyenruhája maradt meg. 1974 augusztusában ismerkedtek meg Bon Scotttal, aki eredetileg a sofőrjük volt, majd miután Dave Evanst kirúgták, átvette az énekesi posztot. November 29-én a Black Sabbath előzenekaraként játszottak.

## Közreműködők
- Angus Young: gitár
- Malcolm Young: gitár
- Dave Evans: ének (1973-1974)
- Bon Scott: ének (1974-1975)
- Larry Van Kriedt: basszusgitár (1973-1974, 1975)
- Neil Smith: basszusgitár (1974)
- Rob Bailey: basszusgitár (1974, 1974-1975)
- Colin Burgess: dob (1973-1974)
- Ron Carpenter: dob (1974)
- Russell Coleman: dob (1974)
- Noel Taylor: dob (1974)
- Peter Clack: dob (1974, 1974-1975)

## Dalok listája
1. She's Got Balls
2. Soul Stripper
3. Rock 'n' Roll Singer
4. Show Business
5. High Voltage
6. Love Song
7. Can I Sit Next to You Girl
8. Little Lover
9. Stick Around
10. You Ain't Got a Hold on Me
11. Baby, Please Don't Go

- ezen kívül több rock 'n' roll feldolgozás

## Koncertek
| Időpont              | Helyszín                   |
| -------------------- | -------------------------- |
| 1973. december 31.   | Ausztrália, Sydney         |
| 1974. január 1.      | Ausztrália, Sydney         |
| 1974. január 2.      | Ausztrália, Sydney         |
| 1974. január 3.      | Ausztrália, Sydney         |
| 1974. január 4.      | Ausztrália, Sydney         |
| 1974. február 27.    | Ausztrália, Sydney         |
| 1974. március 6.     | Ausztrália, Sydney         |
| 1974. március 10.    | Ausztrália, Gosford        |
| 1974. március 13.    | Ausztrália, Sydney         |
| 1974. március 20.    | Ausztrália, Sydney         |
| 1974. március 27.    | Ausztrália, Sydney         |
| 1974. április 19.    | Ausztrália, Sydney         |
| 1974. április 20.    | Ausztrália, Sydney         |
| 1974. május 18.      | Ausztrália, Sydney         |
| 1974. május 25.      | Ausztrália, Hornsby        |
| 1974. május 27.      | Ausztrália, Sydney         |
| 1974. május 31.      | Ausztrália, Sydney         |
| 1974. június 1.      | Ausztrália, Sydney         |
| 1974. június 5.      | Ausztrália, Sydney         |
| 1974. június 6.      | Ausztrália, Sydney         |
| 1974. június 8.      | Ausztrália, Sydney         |
| 1974. június 9.      | Ausztrália, Sydney         |
| 1974. június 14.     | Ausztrália, Frenchs Forest |
| 1974. június 26.     | Ausztrália, Sydney         |
| 1974. június 27.     | Ausztrália, Sydney         |
| 1974. június 30.     | Ausztrália, Cronulla       |
| 1974. július 7.      | Ausztrália, Sydney         |
| 1974. július 14.     | Ausztrália, Cronulla       |
| 1974. augusztus 11.  | Ausztrália, Cronulla       |
| 1974. augusztus 13.  | Ausztrália, Sydney         |
| 1974. augusztus 15.  | Ausztrália, Melbourne      |
| 1974. augusztus 17.  | Ausztrália, Adelaide       |
| 1974. augusztus 19.  | Ausztrália, Melbourne      |
| 1974. augusztus 21.  | Ausztrália, Sydney         |
| 1974. augusztus 22.  | Ausztrália, Brisbane       |
| 1974. augusztus 25.  | Ausztrália, Sydney         |
| 1974. augusztus 31.  | Ausztrália, Perth          |
| 1974. szeptember 1.  | Ausztrália, Perth          |
| 1974. szeptember 2.  | Ausztrália, Perth          |
| 1974. szeptember 3.  | Ausztrália, Perth          |
| 1974. szeptember 4.  | Ausztrália, Perth          |
| 1974. szeptember 5.  | Ausztrália, Perth          |
| 1974. szeptember 6.  | Ausztrália, Perth          |
| 1974. szeptember 7.  | Ausztrália, Perth          |
| 1974. szeptember 8.  | Ausztrália, Perth          |
| 1974. szeptember 9.  | Ausztrália, Perth          |
| 1974. szeptember 10. | Ausztrália, Perth          |
| 1974. szeptember 11. | Ausztrália, Perth          |
| 1974. szeptember 12. | Ausztrália, Perth          |
| 1974. szeptember 13. | Ausztrália, Perth          |
| 1974. szeptember 14. | Ausztrália, Perth          |
| 1974. szeptember 15. | Ausztrália, Perth          |
| 1974. szeptember 20. | Ausztrália, Adelaide       |
| 1974. szeptember 21. | Ausztrália, Adelaide       |
| 1974. szeptember 25. | Ausztrália, Melbourne      |
| 1974. október 5.     | Ausztrália, Rockdale       |
| 1974. október 13.    | Ausztrália, Sydney         |
| 1974. október 16.    | Ausztrália, Melbourne      |
| 1974. november 5.    | Ausztrália, Sydney         |
| 1974. november 9.    | Ausztrália, Hurstville     |
| 1974. november 9.    | Ausztrália, Hornsby        |
| 1974. november 10.   | Ausztrália, Sydney         |
| 1974. december 16.   | Ausztrália, Sydney         |
| 1974. december 31.   | Ausztrália, Melbourne      |
| 1975. január 17.     | Ausztrália, Liverpool      |
| 1975. január 18.     | Ausztrália, Hurstville     |
| 1975. január 20.     | Ausztrália, Sydney         |
| 1975. január 21.     | Ausztrália, Melbourne      |
| 1975. január 23.     | Ausztrália, Melbourne      |
| 1975. január 24.     | Ausztrália, Chadstone      |
| 1975. január 25.     | Ausztrália, Melbourne      |
| 1975. január 26.     | Ausztrália, Sorrento       |
| 1975. január 30.     | Ausztrália, Melbourne      |
| 1975. január 31.     | Ausztrália, Epping         |
| 1975. február 1.     | Ausztrália, Chadstone      |
| 1975. február 1.     | Ausztrália, Geelong        |
| 1975. február 2.     | Ausztrália, Melbourne      |
| 1975. február 13.    | Ausztrália, Melbourne      |
| 1975. február 14.    | Ausztrália, Sydney         |
| 1975. február 15.    | Ausztrália, Sydney         |
| 1975. február 16.    | Ausztrália, Sydney         |
| 1975. február 18.    | Ausztrália, Thornbury      |
| 1975. február 21.    | Ausztrália, Geelong        |